# 43 아리아드네
43 아리아드네(영어:43 Ariadne)는 소행성대의 소행성이다. 그리스의 공주 아리아드네의 이름을 따서 명명되었다 .

## 성질
43 아리아드네는 길쭉한 형상이며, 아닐 시 적어도 매우 각이 져 있을 것이다. 또한, 43 아리나드네는 역행 운동을 하는 천체이다. 극은 황도 좌표 (β, λ) = (−15°, 253°) 방향으로 황도와 거의 평행하다.